# Comportamiento pasivo-agresivo
El comportamiento pasivo-agresivo se refiere a conductas caracterizadas por la resistencia indirecta a solicitudes o exigencias de otras personas o instituciones, y la evitación de una confrontación directa. Se puede manifestar como resentimiento, terquedad, desidia o el fracaso intencionado en realizar las tareas requeridas. Por ejemplo, las personas que son pasivo-agresivas pueden tardar tanto en prepararse para una fiesta a la que no desean ir, que para cuando llegan ésta prácticamente ha finalizado.
Se listó como un trastorno de personalidad,y denominado «trastorno de personalidad pasivo-agresivo» (TPPA), en el Axis II en el Manual diagnóstico y estadístico de trastornos mentales DSM-III, pero fue finalmente movido al Apéndice B del DSM-IV, y existe actualmente como un trastorno de personalidad «no especificado», bajo la denominación entre paréntesis de trastorno de personalidad negativista, debido a la controversia y a la necesidad de mayor investigación sobre cómo categorizar los comportamientos en una futura edición. En ese punto, Cecil Adams escribe: «El simple hecho de ser pasivo-agresivo no es un trastorno sino un comportamiento; a veces este es un comportamiento perfectamente racional, que permite evitar la confrontación. Sólo es patológico si es una respuesta habitual, invalidante, que refleja una actitud dominante pesimista».
Cuando el comportamiento es parte de un trastorno, la falta de repercusiones resultante del comportamiento pasivo-agresivo puede llevar a ataques continuos, de tipo pasivo, en conocidos. El tratamiento de este trastorno puede ser difícil, sobre todo porque los esfuerzos por convencer a la persona de que tiene un problema se encuentran con resistencia, y el pasivo-agresivo frecuentemente dejará el tratamiento alegando que no le hacía ningún bien. Como la efectividad de las varias terapias deben ser aún probadas, estos individuos pueden estar en lo cierto.
En la teoría psicoanalítica del análisis transaccional, muchos tipos de comportamiento pasivo-agresivo se interpretan como «juegos» con una recompensa psicológica oculta, y se clasifican como escenarios estereotípicos con nombres como «Mira lo que me has obligado a hacer» y «Mira cuánto me he esforzado».

## Historia
El término «pasivo-agresivo» fue utilizado por primera vez durante la Segunda Guerra Mundial, cuando psiquiatras militares norteamericanos notaron dicho comportamiento en soldados que mostraban resistencia pasiva y además, eran reacios a cumplir órdenes.

## Signos comunes del trastorno de personalidad pasivo-agresivo
Existen ciertos comportamientos que sirven para identificar a un individuo pasivo-agresivo.
- Ambigüedad
- Olvidos y lapsus frecuentes
- Echar la culpa a otros
- Tardanza crónica y olvido
- No expresar hostilidad o enfado de forma abierta
- Miedo a la autoridad
- Miedo a la competición
- Miedo a la intimidad
- Fomento del caos
- Ineficiencia intencionada
- Crear excusas y mentir
- Obstruccionismo
- Procrastinación (dejar las cosas para más tarde)
- Resentimiento
- Se resiste a sugerencias de otros
- Sarcasmo

Un individuo pasivo-agresivo puede no tener todas estas características, y puede tener otros comportamientos no pasivos-agresivos.

### En inglés
- (article) Four Ways of Understanding Passive Aggressive
- Passive-Aggressive Personality Disorder - Health Library
- Recovery from Passive Aggressive Archivado el 19 de febrero de 2011 en Wayback Machine. at Dr. Irene's Verbal Abuse Site
- Skeptical/Negativistic Personality - Theodore Millon
- The Passive-Aggressive Organization - Harvard Business Review article, Oct 1, 2005.Understanding Passive Aggressive Behaviors."]
- What is "passive-aggressive?" The Straight Dope.com
- Passive Aggressive Notes Notas pasivo-agresivas

- Datos: Q1153809